# I fratelli Witman
I fratelli Witman (Witman fiúk) è un film del 1997 diretto da János Szász.